# Dysdera hamifera
Dysdera hamifera är en spindelart som beskrevs av Simon 1910. Dysdera hamifera ingår i släktet Dysdera och familjen ringögonspindlar.
Artens utbredningsområde är Algeriet. Utöver nominatformen finns också underarten D. h. macellina.